# Karetkovití
Karetkovití (Carettochelyidae) jsou čeleď želv. Dnes je znám pouze jeden žijící taxon, karetka novoguinejská (rod Carettochelys).
Podčeledi:
- Carettochelyinae Boulenger, 1887
  - Carettochelys Ramsay, 1886[1]
  - Allaeochelys † Noulet, 1867
  - Burmemys † Hutchison, Holroyd & Ciochon, 2004
  - Chorlakkichelys † de Broin, 1987
- Anosteirinae Lydekker, 1889
  - Anosteira † Leidy, 1871
  - Kyzilkumemys † Nesov, 1977
  - Pseudanosteira † Clark, 1932